# مهرجان تيميتار
مهرجان تيميتار هو مهرجان سنوي للموسيقى بمدينة أكادير في المغرب.

## التاريخ

### البداية
قام المجلس الإقليمي لسوس ماسة درعة ولا سيما رئيسه عزيز أخنوش وولاية مدينة أكادير بتنظيم أول نسخة لمهرجان تيميتار سنة 2004.
يرجع الفضل إلى السياسي حسن أوريد في إختيار اسم تيميتار والذي يعني علامات بتشلحيت. وكان الهدف من المهرجان هو لقاء بين الفنانين الأمازيغ والموسيقى العالمية.

### تطور المهرجان
افتتح جيمي كليف نسخة 2006 من المهرجان وأنهاها الشاب مامي. وجاء خلال هاته النسخة العديد من الفنانين من كوبا وكولومبيا وحتى من إيران. عرفت النسخة أيضا حضور فن الشعبي في شخصي نجاة أعتابو ومحمد مغني. كما تم تنظيم ورشة عمل تدريبي في الموسيقى الإلكترونية والهيب هوب لفائدة المواهب المغربية الشابة بتعاون مع المعهد الفرنسي في المدينة.
تميز المهرجان بدعوة الفنانين الأمازيغ في المهجر وكذا فنانوا شمال إفريقيا مثل حسن إد باسعيد ومجموعة أزا (من الولايات المتحدة) وخالد إزري. ورحب المهرجان بفنانين عالميين أيضا مثل مانو ديبانغو وجيلبرتو جيل فأصبح بذلك من أهم المهرجانات في المغرب. وتم توقيع اتفاقية بين جمعية تيميتار والمعهد الملكي للثقافة الأمازيغية. تصل ميزانية المهرجان إلى 8 ملايين درهم.
كانت النسخة الخامسة للمهرجان في يوليو 2008 وعرفت على وجه الخصوص حضور المغني الجزائري الشاب خالد والسنغالي يوسو ندور.
تُقام نسخة 2009 على مدى خمسة أيام وتستقبل موسيقيين أفارقة من بينهم مامادي كيتا وسيكوبا بامبينو. جاء من أمريكا الجنوبية الفنان البرازيلي كارلينهوس براون ومن الجزائر الشاب بلال وكذلك مغاربة مثل سميرة سعيد. عرفت النسخة تنظيم ندوة حول موضوع فرقة إزنزارن وتطور الموسيقى الأمازيغية.
أقيمت الدورة 14 من المهرجان من 5 إلى 8 يوليو 2017.

### توقف المهرجان المؤقت
بعد ما مر به العالم بشكل عام والمغرب خاصة من أزمات وحجر صحي بسبب جائحة كورونا، توقف المهرجان سنة 2020 في دورته السابعة عشر لأول مرة منذ انطلاقه سنة 2004، وعاد مرة أخرى في 2022.

## وصلات خارجية
- قائمة المهرجانات الثقافية على الموقع الرسمي لوزارة الثقافة والشباب والرياضة - قطاع الثقافة
- الموقع الرسمي festivaltimitar.ma